# 藤本ケイ
藤本 ケイ（ふじもと けい）は、日英バイリンガル・フリーアナウンサー。

## 人物
栃木県の宇都宮市出身。

栃木県立宇都宮女子高校在学中に、英語弁論大会栃木県代表として全国大会に出場。高校3年時にカリフォルニア州の高校へ一年間交換留学し、高校卒業後、再度渡米。

米国バージニア州立ウィリアム・アンド・メアリー大学（The College of William and Mary）国際関係学部在学中は、メキシコの児童養護施設でのボランティア、ヨーロッパやアメリカを数か月バックパッカーとして一人で放浪するなど経験し、大学卒業後、帰国。英会話学校講師を経て、フリーアナウンサーへ。
スポーツ・情報番組等のレポーター、テレビニュースのキャスター、ラジオ番組のパーソナリティー、ナレーターなどを務め、バイリンガル司会として国際的式典、会議、イベントなど数多く担当している。
母方の祖父は、児童文学者で後の日本児童文学者協会名誉会長の藤田圭雄。

## 主な出演番組
- NHKラジオ第二「短期集中！３か月英会話　目指せスポーツボランティア」ナビゲーター
- NHKラジオ第二・ラジオ日本「Friends Around the World」-パーソナリティー
- NHKラジオ第二「入門ビジネス英語」-アシスタント
- NHK BS1・World TV「海外安全情報」-キャスター
- NHK World TV　英語ニュース「NEWSLINE」-キャスター
- NHKラジオ日本「TOKYO発 きょうの日本」-キャスター
- NHKラジオ第二 「World Interactive」-パーソナリティー
- NHK World TV ｢TOKYO EYE｣ -レポーター
- NHKハイビジョンスペシャル「悠々アラスカ客船紀行」-レポーター
- CSテレビ SKY-A 「ダンス×3 ボールルームダンス」-アナウンサー
- テレビ東京「企業未来」-レポーター
- MXテレビ「林家こぶ平の小学生みち教室」-司会・レポーター
- MXテレビ「国土交通省インフォマーシャル」
- CS放送GAOLA「ソフトテニスジャパン」-レポーター
- 子ども放送局「夢スタジオ1030」-司会

## 主な司会経歴（抜粋）
- 理化学研究所創立100周年記念式典（天皇・皇后臨席）
- LAWASIA 2017（皇太子・同妃臨席）
- 18th IASLC World Conference on Lung Cancer（皇太子臨席）
- 第54回ミスインターナショナル世界大会
- Ｇ７北九州エネルギー大臣会合レセプション
- Ｇ７富山環境大臣会合レセプション
- 世界工学会議（皇太子臨席）
- 外務省主催　日本･ASEAN友好協力40周年式典＆レセプション
- 経済産業省主催　産業財産権制度125周年記念式典
- アフリカ開発会議セミナー
- ＡＰＥＣ首脳歌舞伎鑑賞会
- ＡＰＥＣビジネスリーダー交流会
- デンマーク女王・王子歓迎式典
- 第45代アメリカ合衆国副大統領アル･ゴア来日特別講演会
- JICA国連防災シンポジウム
- Cyber3 Conference Okinawa
- トヨタグローバル仕入先総会
- 日立フォーラム
- 国際航空宇宙展
- アジアユースパラゲームズ　開会式・閉会式
- ＪＲＯ国際シンポジウム
- 国際技能五輪
- 世界文明フォーラム
- アジア通販サミット
- 日本産婦人科学会総会総懇親会
- 国際実験血液学会バンケット、
- 日経ビジネスイノベーションフォーラム
- 日本フードサービス協会　創立35周年記念式典
- 日本アンチ・ドーピング機構　創立10周年記念式典
- 東京マラソンシンポジウム
- 東京国際映画祭レッドカーペットイベント
- 映画「ダイハード4」レッドカーペットイベント
- 公益財団法人本田財団　本田賞授与式

### スポーツ国際大会
- スポーツクライミング世界選手権(2019）
- 千葉ワールドテコンドー・グランプリ(2019）
- リード・ワールドカップ(2019）
- テコンドーワールドグランプリ(2019)
- ボルダリング・ワールドカップ（2016・2017）
- ボルダリング・ジャパンカップ（2016）
- 世界体操選手権（2011）
- 体操ワールドカップ（2011）
- 体操ジャパンカップ
- イオンカップ世界新体操クラブ選手権